# Saori Sakoda
Saori Sakoda (迫田 さおり?, Sakoda Saori; Kagoshima, 18 dicembre 1987) è un'ex pallavolista giapponese.
Giocava nel ruolo di schiacciatrice.

## Carriera
Saori Sakoda inizia la sua attività da pallavolistica nei tornei studenteschi giapponesi. Nella stagione 2006-07 debutta nella pallavolo professionistica con le Toray Arrows. Col suo club vince quattro titoli nazionali, due edizioni della Coppa dell'Imperatrice e due edizioni del Torneo Kurowashiki. Nel 2010 debutta nella nazionale giapponese, con la quale si classifica al terzo posto al campionato mondiale. Un anno dopo è finalista al campionato asiatico e oceaniano. Nel 2012 vince la medaglia di bronzo ai Giochi della XXX Olimpiade, mentre nel 2013 si aggiudica la medaglia di bronzo alla Grand Champions Cup. Al termine della stagione 2016-17 annuncia il suo ritiro dall'attività agonistica.

## Palmarès

### Club
- Campionato giapponese: 4

2007-08, 2008-09, 2009-10, 2011-12
- Coppa dell'Imperatrice: 2

2007, 2011
- Torneo Kurowashiki: 1

2009, 2010
- / V.League Top Match: 1

2010

### Nazionale (competizioni minori)
- Piemonte Woman Cup 2010
- Montreux Volley Masters 2011

### Premi individuali
- 2008 - Campionato asiatico per club: Miglior realizzatrice
- 2010 - V.Premier League: Miglior servizio
- 2010 - V.Premier League: Sestetto ideale
- 2010 - Torneo Kurowashiki: Sestetto ideale
- 2013 - V.Premier League: Sestetto ideale
- 2013 - Grand Champions Cup: Miglior schiacciatrice
- 2014 - V.Premier League: Miglior realizzatrice
- 2014 - V.Premier League: Sestetto ideale
- 2014 - Torneo Kurowashiki: Miglior spirito combattivo
- 2014 - Torneo Kurowashiki: Sestetto ideale